# Behringer
För fotbollsspelaren, se Melanie Behringer.

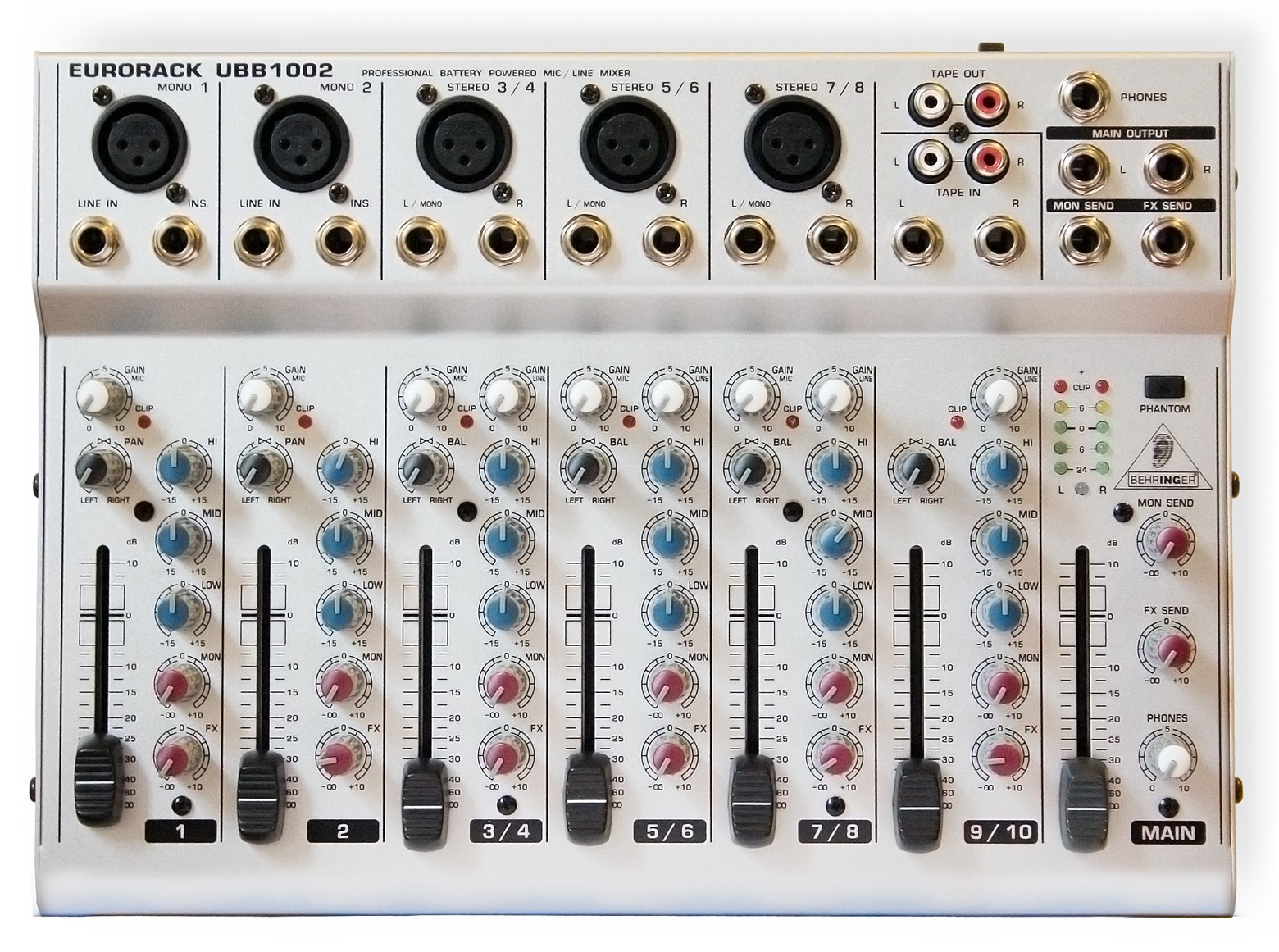
Behringer UBB1002 batteridriven mixer.

Behringer GmbH är en tysk tillverkare av ljudutrustning.
Företaget grundades 1989 av ljudteknikern Uli Behringer i staden Willich i Nordrhein-Westfalen. Hittills har firman etableringar i 10 länder med tillsammans omkring 3500 anställda. Produktionen sker idag av kostnadsskäl i Kina för att hålla en konstant lågprisnivå.
Behringer producerar bland annat elgitarrer, elbasar, förstärkare, ljudeffektanordningar, mixerbord, DJ-utrustning, PA-utrustning, mikrofoner, synthar och ljusteknik. 2009 köpte Behringer två mindre företag, Midas och Klark Teknik.